# Itame subalbaria
Itame subalbaria là một loài bướm đêm trong họ Geometridae.